# Cleanest Ship

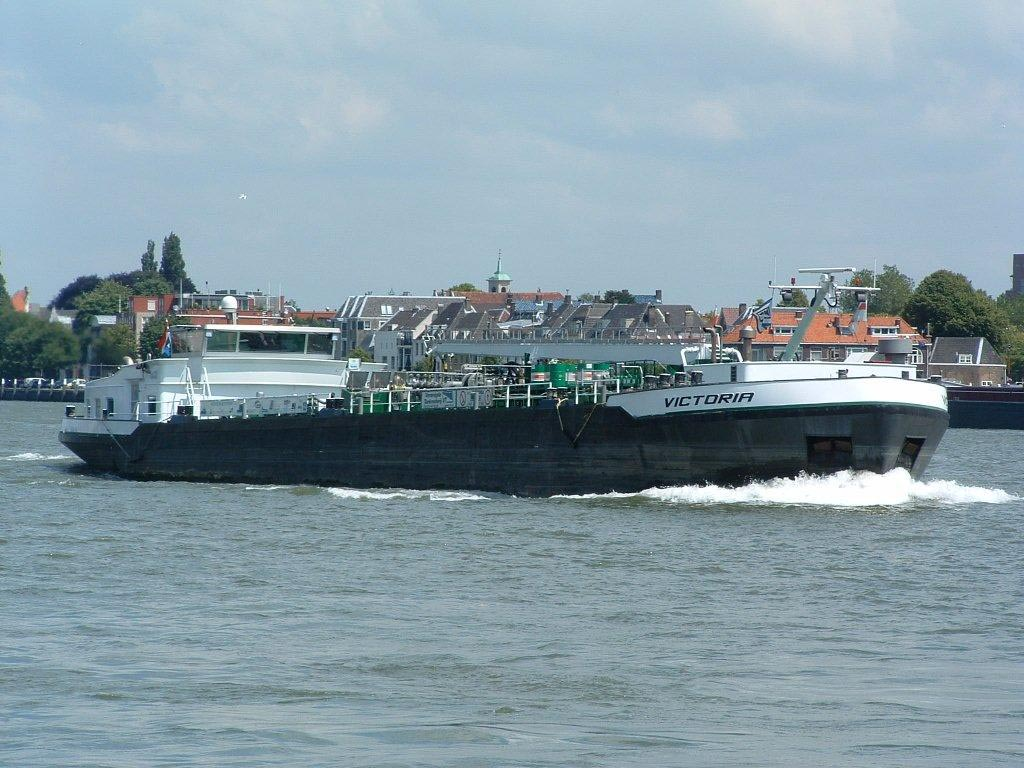
Öltanker Victoria

Cleanest Ship war ein Teilprojekt des europäischen Forschungsvorhabens Creating (Concepts to reduce environmental impact and attain optimal transport performance by inland navigation), das sich mit der Schadstoffverringerung und Verbrauchsreduzierung in der Binnenschifffahrt beschäftigte. Durch Anwendung aller zur Verfügung stehenden technischen Möglichkeiten sollten optimale Transportergebnisse und höchstmögliche Schadstoffverminderung erreicht werden. Das Projekt startete am 20. November 2007 und dauerte ein Jahr.
Die Projektverantwortlichen erwarteten, dass durch die Verwendung von schwefelfreiem Dieselkraftstoff, dem Einbau eines Geschwindigkeitskontroll- und Navigationssystems (Advising Tempomaat) und von Rußfiltern, sowie durch katalytische Abgasbehandlung eine Kraftstoffersparnis zwischen 5 und 10 %, eine Verminderung der Stickoxide um 86 %, der Schwefeloxide um 99,5 %, der Rußpartikel um 96 % und von Kohlendioxid um 5 % erreicht werden könnte.  Zu diesem Zweck wurde der Schmieröltanker Victoria der BP Shipping, Rotterdam, entsprechend ausgerüstet.

## Daten zur Victoria
Die Victoria operiert im Hafengebiet von Rotterdam.
Sie ist ein doppelwandiger Tanker von 69,96 m Länge, 11,44 m Breite und 2,98 m Tiefgang. In 17 voneinander getrennten Tanks können 1500 m³ Schmieröle der verschiedensten Qualitäten zur Versorgung von Seeschiffen transportiert werden. Das Schiff ist mit einem Advising Tempomaat ausgerüstet, der dem Schiffsführer die verbrauchsgünstigste Fahrtroute und Motordrehzahl vorgibt. Die Motoren werden mit schwefelfreiem Dieselkraftstoff betrieben, der dem Standard EN 590 entspricht, wie er auch im Automobilbereich gilt. Dies ist eine Voraussetzung, um den störungsfreien und optimalen Betrieb der Rußfilter und Katalysatoren zu gewährleisten. Zusätzlich werden spezielle Motoröle verwendet.
Das Abgasreinigungssystem besteht aus Filtern mit katalytischer Beschichtung aus Siliziumkarbid zur Verringerung der Stickoxide. Es arbeitet mit selektiver katalytischer Reduktion (SCR). Hierbei reduziert Ammoniak, das in Form einer Harnstofflösung in das Abgas gespritzt wird, die Stickoxide zu Stickstoff und Wasser.  Die Filter arbeiten auch bei niedrigen Abgastemperaturen.

## Ergebnisse des Cleanest Ship-Projekt

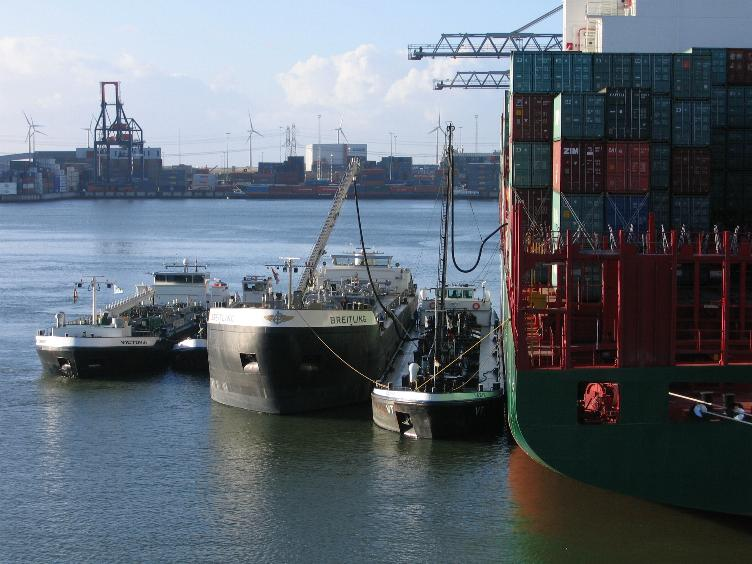
Die Victoria betankt ein Containerschiff

Im Jahr 2009 wurden die Ergebnisse der Betriebsphase in einem Abschlussbericht veröffentlicht. Die Mehrzahl der anvisierten Ziele wurden erreicht. Die eingesetzten Maßnahmen führten zu einer signifikanten Reduktion der Emissionen und störten den normalen Betriebsablauf nicht. Für die Auswertung der Ergebnisse wurden der Kraftstoffverbrauch, die Energieabgabe des Hauptmotors, die zurückgelegten Kilometer und die Konzentration der Stickoxide direkt gemessen, der Kohlendioxidausstoß sowie die Emission von Schwefeloxiden aus Kraftstoffverbrauch und Energieabgabe errechnet und die Feinstaubkonzentration aus Prüfstandsergebnissen geschätzt. Es stellte sich heraus, dass der Advising Tempomaat keinen direkten Nutzen für die Senkung des Kraftstoffverbrauchs zeigte, da das Tankschiff seine Aufgabe hauptsächlich auf Kurzstrecken und unter hohem Zeitdruck erfüllte. Daher konnte weder eine Reduktion des Kraftstoffverbrauchs noch eine Senkung des Kohlendioxid-Ausstoßes erreicht werden. Bezogen auf die Stickoxid-Emission lag die Reduktion bei durchschnittlich 82 %, was bedeutete, dass das Schiff die Abgasnorm Euro 5 erfüllte. Der Feinstaubausstoß sank um 97 % und entsprach damit der Euro 6-Norm. Durch die Nutzung des schwefelfreien Dieselkraftstoffs reduzierte sich die Belastung mit Schwefeloxiden im Vergleich zu herkömmlichem Schiffsdiesel um nahezu 100 %.
Einige der in diesem Demonstrationsversuch verwendeten Methoden kommen bereits in der kommerziellen Binnenschifffahrt zum Einsatz. So wird beispielsweise bei den Futura Carriern, die maßgeblich mit Fördermitteln des Bundesumweltministeriums entwickelt wurden, das Abgas ebenfalls mit Partikelfiltern und der SCR-Technologie nachbehandelt.

## Creating
Creating war ein Projekt der Europäischen Kommission, an dem zwischen 2004 und 2008 27 Partner aus neun EU-Ländern teilnahmen (wissenschaftliche Institute, Werften und Unternehmen rund um die Binnenschifffahrt). Ziel des Projekts war es, die Binnenschifffahrt gegenüber dem Straßentransport konkurrenzfähiger zu machen und einen Teil des ständig wachsenden Straßenverkehrs auf die Binnenwasserstraßen zu verlagern. Dabei standen besonders Maßnahmen zur Steigerung der Umweltverträglichkeit, der Sicherheit und der Entwicklung von Logistikkonzepten im Vordergrund. Schwerpunkte waren Rhein, Donau, die Nord-Süd-Verbindung von Holland nach Frankreich und die Kanäle in Nordeuropa.